# Emmanuel Roblès
Emmanuel Roblès (4. května 1914 Oran – 22. února 1995 Boulogne-Billancourt) byl francouzský dramatik, romanopisec, novinář a překladatel.
Narodil se v Alžírsku v rodině španělských přistěhovalců (černé nohy). Za druhé světové války byl válečným dopisovatelem. Jeho dílo bylo zaměřeno na privátní lidské osudy konfrontované s extrémní politickou situací. Přátelil se s Albertem Camusem, spolupracoval na scénáři Viscontiho filmové adaptace Cizince. Jeho román To je úsvit zfilmoval v roce 1955 Luis Buñuel.
V roce 1948 získal cenu Prix Femina. Od roku 1973 byl členem Académie Goncourt. Je po něm nazvána literární cena Prix Emmanuel Roblès, která je udělovaná v městě Blois.

## Dílo
- Benátky v zimě
- Italské jaro
- Doktor Valerio
- Sirény
- Vesuv
- Úsvit
- Slunce vychází na horách